# Stolová hora
Stolová hora este o arie protejată (arie specială de conservare — SAC, sit de importanță comunitară — SCI) din Republica Cehă întinsă pe o suprafață de 77,12 ha, integral pe uscat.

## Localizare
Centrul sitului Stolová hora este situat la coordonatele 48°50′28″N 16°38′20″E / 48.841111°N 16.638889°E.

## Înființare
Situl Stolová hora a fost declarat sit de importanță comunitară în aprilie 2005 pentru a proteja 3 specii de plante și 2 specii de animale. Situl a fost protejat și ca arie specială de conservare în iulie 2012.

## Biodiversitate
Situată în ecoregiunea panonică, aria protejată conține 6 habitate naturale: Peșteri inaccesibile publicului, Pante stâncoase calcaroase cu vegetație casmofită, Pajiști panonice carstice (Stipo-Festucetalia pallentis), Pajiști uscate seminaturale și facies de acoperire cu tufișuri pe substraturi calcaroase (Festuco-Brometalia) (* situri importante pentru orhidee), Grohotișuri medio-europene calcaroase, de la nivel colinar și montan, Pajiști stepice subpanonice.
La baza desemnării sitului se află mai multe specii protejate:
- plante (3): Dianthus lumnitzeri, Iris humilis, sisinei (Pulsatilla grandis)
- nevertebrate (2): Euplagia quadripunctaria, rădașcă (Lucanus cervus)